# Радиохимия
Радиохимия е химията на радиоактивните вещества, където се използват радиоактивни изотопи на елементите за изучаване на свойствата и химичните реакции на нерадиоактивни изотопи (често в радиохимията отсъствието на радиоактивност води до описването на вещество като неактивно). Голяма част от радиохимията се занимава с използването на радиоактивност за изучаването на обикновени химични реакции. Това е различно от радиационната химия, където нивата на радиация се поддържат твърде ниски, за да повлияят на химията.
Радиохимията включва изучаването както на естествени, така и на изкуствени радиоизотопи.

## Активационен анализ
Чрез неутронно облъчване е възможно да се индуцира радиоактивност. Тази активация на стабилни изотопи за създаване на радиоизотопи е основата на неутронно-активационния анализ. Един от най-интересните обекти, който е бил изследван по този начин, е косата на главата на Наполеон, която е изследвана, поради съдържанието ѝ на арсен. Съществуват ред различни експериментални методи, които са разработени за да се позволи измерването на различни елементи в различни матрици.
Въздействието на редица различни времена за охлаждане може да се наблюдава в хипотетична проба, съдържаща натрий, уран и кобалт в съотношение 100:10:1 и подложена на много кратък импулс термални неутрони. Първоначалната радиоактивност ще е доминирана от активността на 24Na (период на полуразпад – 15 часа), но с удължаване на времето ще преобладават 239Np (период на полуразпад – 2,4 дни след образуване от 239U с период на полуразпад от 24 минути) и накрая 60Co (период на полуразпад – 5,3 години).